# MF Wawel
MF Wawel – prom morski typu ro-pax zbudowany w 1980 w szwedzkiej stoczni Kockums Varv AB w Malmö dla Rederi Ab Nordö.
W swojej historii przeszedł dwie gruntowne przebudowy: w 1989 i 2005; wielokrotnie zmieniał właścicieli, nazwy i akweny pływania.
W 2004 zakupiony został od greckiego armatora GA Ferries przez Polską Żeglugę Bałtycką do obsługi bałtyckiej linii Świnoujście – Ystad, na której pływał od 15 lutego 2005 w składzie floty Polferries. Po sprzedaży przez operatora promu MF Scandinavia, prom MF Wawel 9 maja 2015 został przeniesiony na linię Gdańsk – Nynäshamn
Na pokładzie promu, oprócz 480 miejsc pasażerskich w kabinach, znajdują się również sklepy, restauracje, bary, kawiarnia, dyskoteka, salon gier dla dzieci. Długość linii ładunkowej wynosi 1490 metrów i prom może jednorazowo zabrać na pokład do 75 ciężarówek.